# Zenonina albocaudata
Zenonina albocaudata är en spindelart som beskrevs av Lawrence 1952. Zenonina albocaudata ingår i släktet Zenonina och familjen vargspindlar. Inga underarter finns listade i Catalogue of Life.